# タマハ
タマハ（Thamaga）は、ボツワナの都市。ボツワナ南部に位置し、クウェネン地区に属する。人口は19547人（2011年）。

## 地理
首都ハボローネからは40㎞西に位置し、人口42万のハボローネ大都市圏の郊外のようになりつつある。
タマハは、村の中央部にあるタマハ・ヒルと呼ばれる大きな岩を中心にしている。

## 住民
タマハはクウェネン地区内では主都モレポロレに次ぐ第2の都市であり、住民の多くはツワナ人のサブグループであるカトラ族で占められる。

## ギャラリー

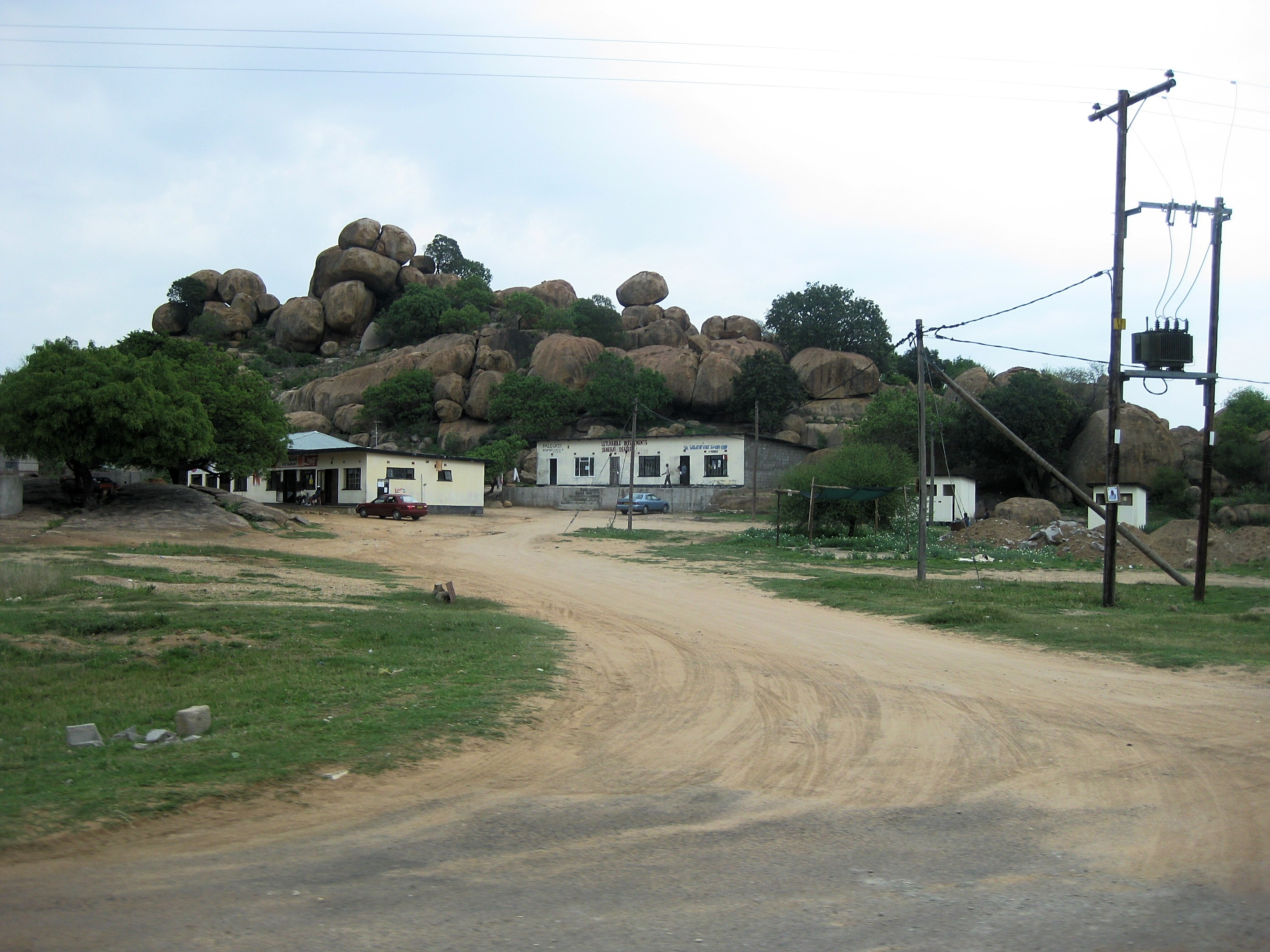
タマハ・ヒル